# Batrachosuchus
Batrachosuchus ("cocodrilo rana") es un género extinto de anfibios temnospóndilos que vivió durante el Triásico Superior en lo que hoy es Sudáfrica. Batrachosuchus medía más de 71 cm de largo, y es conocido solo a partir de un cráneo de 21 centímetros de largo.